# Die okkulte Welt
Die okkulte Welt ist eine deutschsprachige Buchreihe zu Gebieten des Okkultismus und der Esoterik, die in Pfullingen (anfangs mit einigen Bänden in Berlin) im Johannes Baum Verlag von 1919 bis Anfang der 1930er Jahre erschien.

## Kurzeinführung
Der deutsche Verleger und Neugeistler Victor Schweizer (1872–1935) hatte 1919 die „Biosophische Bewegung“ gegründet und die Redaktion der Schriftenreihe „Die okkulte Welt“ übernommen, in der Themen aus dem Bereich des Okkulten, des Lebensreformerischen und des Fernöstlichen behandelt wurden.
Die Reihe brachte es auf fast zweihundert Bände. Das breite und bunte Spektrum der Reihe enthält verschiedenste Beiträge zum Verständnis der sogenannten okkulten Phänomene, teils von prominenten Autoren. Band 1 bildet Was ist Okkultismus und worauf beruhen die okkulten Erscheinungen? des katholischen Religionslehrers und Schulleiters Paul Bergmann (1859–1931), Band 6 Okkultismus und bildende Kunst von Rudolf Bernoulli, Band 25/26 Grundbegriffe der Parapsychologie von Traugott Konstantin Oesterreich. Einige der überwiegend dünnen Bände sind Doppel- bzw. Mehrfachbände. Die folgende Übersicht erhebt keinen Anspruch auf Aktualität oder Vollständigkeit:

## Bände (Auswahl)
vgl. DNB
- 1 Was ist Okkultismus und worauf beruhen die okkulten Erscheinungen? Bergmann, Paul. – Berlin : Baum, [1920]
- 2 Der telepathische Traum. Stekel, Wilhelm. – Berlin : Baum, [1920], 3.–4. Aufl.
- 3 Astrale und elementare Einflüsse. Freudenberg, Franz. – Berlin : Baum, [1920], 2.–4. Aufl.
- 4/5 Die Jenseitigen. Quade, Fritz. – Berlin : Baum, [1920], 3.–5. Aufl.
- 6 Okkultismus und bildende Kunst. Bernoulli, Rudolf. – Berlin : Baum, [1920], 3.–4. Aufl.
- 7 Wunder der Kabbalah. Bischoff, Erich. – Pfullingen i. Württ. : J. Baum, 1921
- 8 Fernfühlen und Fernwirken. Gérard, Walter. – Berlin : Baum, [1920]
- 9/10 Goethe als Okkultist. Seiling, Max. – Berlin : Baum, [1920], 3.–4. Aufl.
- 11 Die odische Lohe. Hofmann, Albert. – Pfullingen i. Württ. : Baum, [1920]
- 12 Die wandernde Seele. Jordan, Karl Friedrich. – Pfullingen i. Württ. : J. Baum, [1922], 2.–3. Aufl.
- 13 Das Du im Ich und das Ich im Du. Tengler, Richard. – Pfullingen : J. Baum, [1925]
- 13/16 Physikalisch-mediumistische Untersuchungen. Grunewald, Fritz. – Pfullingen i. Württ. : Baum, 1920, 3.–-5. Tsd.
- 16 Seele und Kosmos, Betrachtungen und Vergleiche. Lomer, Georg. – Pfullingen i. Württ. : Baum, 1920, 3.–4. Tsd.
- 18 Das Wesen der Alchemie. Maack, Ferdinand. – Pfullingen i. Württ. : Baum, [1920], 3.–4. Aufl.
- 19 Das Geheimnis der Lebenszahlen. Grobe-Wutischky, Arthur. – Pfullingen i. Württ. : J. Baum, [1922], 3.–4. Aufl.
- 20 Handlesekunst und Wissenschaft. Schrenck-Notzing, Albert von. – Berlin : Baum, [1920]
- 21/22 Das Tischrücken. Freimark, Hans. – Pfullingen i. Württ. : J. Baum, 1921, 2.–3. Aufl.
- 23/24 Wünschelrute und siderisches Pendel. Hofmann, Albert. – Pfullingen i. Württ. : J. Baum, 1920
- 25/26 Grundbegriffe der Parapsychologie. Oesterreich, Traugott Konstantin. – Pfullingen i. Württ. : J. Baum, 1921
- 27 Jenseits von Vergangenheit und Zukunft. Beck, Franz Walter. – Pfullingen i. W. : Baum, [1920]
- 28 Untersterblichkeit. Bode, Heinrich. – Pfullingen in Württ. : J. Baum, 1922
- 29 Vom Jenseits der Sinne. Nordberg, J. Erik. – Pfullingen i. Württ. : J. Baum, 1922, 2.–3. Aufl.
- 30 Sir Oliver Lodge’s „Raymond oder Leben und Tod“. Vogl, Carl. – Pfullingen i. Württ. : J. Baum, [1921]
- 31/32 Die Photographie des Unsichtbaren. Peter, Josef. [1923]
- 33 Über Spaltung und Verdopplung der Persönlichkeit. Moog, Willy. – Pfullingen i. Württ. : J. Baum, [1921]
- 34 Die Mystik des Traumes und ihre wissenschaftlichen Grundlagen. Lomer, Georg. – Pfullingen i. Württ. : J. Baum, [1922], 2.–3. Aufl.
- 35/36 Der Seelenspiegel. Silberer, Herbert. – Pfullingen i. Württ. : J. Baum, [1929]
- 37/38 Seelisches Erfühlen. Böhm, Joseph. – Pfullingen i. Württ. : J. Baum, 1921
- 61 Menschenschicksal und Sternenlauf. Grimm, Alfred M. - Pfullingen in Württ. : J. Baum, 1922, 2.–3. Aufl.
- 39/40 Phantome Lebender. Peter, Josef. – Pfullingen i. Württ. : J. Baum, 1921
- 41/42 Erscheinungen der Toten. Peter, Josef. – Pfullingen in Württ. : J. Baum, [1922]
- 43 Seelenwanderungen und Wiederverkörperung (Reinkarnation und Karma). Devaranne, Theodor. – Pfullingen i. Württ. : J. Baum, [1922], 2.–3. Aufl.
- 46 Das Ende des Materialismus. Quincke, J. – Pfullingen i. Württ. : J. Baum, 1922, 2.–3. Aufl.
- 47 Magische Erscheinungen des Seelenlebens. Nordberg, J. Erik. – Pfullingen i. Württ. : J. Baum, 1921
- 48 Die okkulten Quellen der künstlerischen Begabung. Cohen-Portheim, Paul. – Pfullingen i. Württ. : J. Baum, 1922, 2.–3. Aufl.
- 49/50 Ârya-Mârga der Pfad zur Seherschaft. Adelmann-Húttula, Willy. – Pfullingen : J. Baum, 1921
- 53 Die Wirklichkeit der Träume. Wallis, P. – Pfullingen in Württ. : J. Baum, [1923]
- 54/55 Die seelische Behandlung von Krankheiten. Neumann, Otto Philipp. – Pfullingen (Württ.) : J. Baum, 1922
- 57/58 Der Kampf um die Metapsychik. Sudre, René. – Pfullingen in Württ. : J. Baum, [1925]
- 59/60 Konzentration und Meditation als Mittel zur Entfaltung der höheren Willens- und Erkenntniskräfte. Adelmann-Húttula, Willy. – Pfullingen : J. Baum, 1921
- 61 Die Entwicklung der seelischen Kräfte und die Bedeutung des Okkultismus für Erziehung und Unterricht. Hänig, Hans. – Pfullingen i. W. : J. Baum, [1923]
- 62/65 Aus den Lebenserinnerungen eines Okkultisten. Rechenberg-Linten, Paul von. – Berlin : „Nirwana“, 1921
- 67/70 Wunder der Bibel / 1. Die Visionen d. Neuen Testaments 1922
- 71/72 Psychometrie. Peter, Josef. – Pfullingen (Württ.) : J. Baum, 1921
- 73 Das Problem des Lebens im Lichte biologischer Seelenforschung. Mikuška, Viktor. – Pfullingen in Württ. : J. Baum, 1921
- 74/75 Genesis. Adelmann-Húttula, Willy. – Pfullingen in Württ. : J. Baum, [1923]
- 76/78 Yoga-Katechismus des Patanjali. Adelmann-Húttula, Willy. – Pfullingen in Württ. : J. Baum, 1922
- 79/81 Die Geheimnisse der Offenbarung. Schlegel, Emil. – Pfullingen i. W. : J. Baum, 1922, 2.–3. Aufl.
- 82/83 Die innere Stimme und das höhere Selbst. Rechenberg-Linten, Paul von. – Pfullingen i. W. : Joh. Baum, 1922
- 84/85 Die Stunde nach dem Tode vom Standpunkt der okkultistischen Forschung. Peter, Josef. – Pfullingen i. Württ. : J. Baum, 1921
- 86/87 Das Mysterium der Geschlechter. Mayer, Eduard von. – Pfullingen in Württ. : J. Baum, 1923
- 88/89 Atlantis. Peter, Josef. – Pfullingen in Württ. : J. Baum, [1923]
- 90/92 Das erotische Element im Okkultismus. Freimark, Hans. – Pfullingen in Württ. : J. Baum, 1922, 2.–3. Aufl.
- 93/95 Historische Prophezeiungen mit besonderer Berücksichtigung der Weltkriegsprophezeiungen. Illig, Johannes. – Pfullingen in Württ. : J. Baum, 1922
- 96 Die Wanderung der Lebensatome. Blavatsky, Helena P. – Pfullingen i. Württ. : J. Baum, 1922
- 97/98 Die Spagyrische Kunst als Behandlungsmethode der okkulten Medizin. Hofmann, Albert. – Pfullingen in Württ. : J. Baum, 1923
- 99 Yogi-Künste. Klinckowstroem, Carl Ludwig Friedrich Otto von. – Pfullingen in Württ. : J. Baum, 1922, 2.–3. Aufl.
- 100 Das Phänomen der eingebrannten Hand. Peter, Josef. – Pfullingen in Württ. : J. Baum, 1922
- 101/102 Das Problem des Hypnotismus. Kindborg, Erich. – Pfullingen i. W. : J. Baum, [1923]
- 103 Wunder der Bibel / 2. Das Zungenreden im Neuen Testament [1924]
- 104 Auf der Schwelle zur Geisterwelt. Peter, Josef. – Pfullingen (Württ.) : J. Baum, [1925]
- 105 Mysterien der deutschen Bauhütte. Mailly, Anton. – Pfullingen : J. Baum, 1924
- 108/109 Wunder der Hypnose. Ehrenfreund, Edmund Otto. – Pfullingen : J. Baum, [1925]
- 110 Intuition und Inspiration. Böhm, Joseph. – Pfullingen i. Württ. : J. Baum, [1926]
- 113/114 Odlehre (Odik). Quade, Fritz. – Pfullingen : J. Baum, 1924
- 117/119 Truggeister und andere irreführende oder schädigende Einflüsse aus dem Jenseits. Sulzer, Georg. - Pfullingen : J. Baum, 1924
- 120/121 Das Okkulte von der Naturwissenschaft aus betrachtet. Blacher, Karl. – Pfullingen : J. Baum, 1924
- 122/123 Aus dem Reiche des Hellsehwunders. Ehrenfreund, Edmund Otto. – Pfullingen : J. Baum, [1924]
- 124/125 Die Stellung der heutigen Wissenschaft zu den parapsychischen Phänomenen. Schneider, Karl Camillo. – Pfullingen : J. Baum, [1924]
- 126 Gesundung durch Erziehung. Winkler, Ferdinand. – Pfullingen : J. Baum, [1924]
- 127 Psychologie der Suggestion. Missriegler, Anton. – Pfullingen : J. Baum, [1924]
- 128 Das Leuchtvermögen des menschlichen Körpers. Schmid, Rudolf. – Pfullingen : J. Baum, [1924]
- 129 Wunder der Bibel / 3. Die Weissagungen im Neuen Testament 1924
- 131 Die magnetischen Kräfte des Menschen und die Praxis des Heilmagnetismus. Laszky, Ludwig. – Pfullingen : J. Baum, [1926]
- 132 Sind Sensitive und Medien Hysteriker? Schulhof, Fritz. – Pfullingen in Württ. : J. Baum, [1925]
- 133 Der Mensch als kosmische Erscheinung. Brandl, Franz. – Pfullingen : J. Baum, [1925]
- 134 Handlesekunst und Wissenschaft. Schrenck-Notzing, Albert von. – Pfullingen : Baum, [1931], 2. Aufl.
- 135 Ueber Besessenheit. Wimmer, August. – Pfullingen in Württ. : J. Baum Verl., [1925]
- 137 Wunderkuren. Grön, Fredrik. – Pfullingen : J. Baum, [1925]
- 140 Das zweite Gesicht. Neidhart, Anton. – Pfullingen i. Württemberg : J. Baum, [1925]
- 141 Leben und Urzeugung. Schmid, Rudolf. – Pfullingen in Württ. : J. Baum, [1926]
- 163/164 Jeder Deutsche ein Yoga-Praktiker. Adelmann-Húttula, Willy. – Pfullingen : J. Baum, [1930]
- 176 Ausscheidung der Empfindung und Astralleib. Hänig, Hans. – Pfullingen in Württ. : J. Baum, [1926]
- 177 Wunder und Rätsel der Stigmatisation im Lichte von Wissenschaft, Kirche, Okkultismus und Neugeist unter bes. Berücks. d. stigmatisierten Therese Neumann in Konnersreuth. Bunzen, Ludwig van. – Pfullingen i. W. : J. Baum, [1927]
- 178 Levitation. Hänig, Hans. – Pfullingen i. W. : J. Baum, [1928]
- 179 Ekstase. Hänig, Hans. – Pfullingen in Württ. : J. Baum, [1928]
- 182 Inneres Schauen von menschlichen und kosmischen Beziehungen der Seele. Böhm, Joseph. – Pfullingen in Württ. : J. Baum, 1928
- 184/186 Anleitung zum bewussten Hellsehen. Jürgens, Heinrich. – Pfullingen i. W. : J. Baum, [1929]
- 187 Nostradamus und das zweite Gesicht. Dennert, Eberhard. – Pfullingen : Baum, [1931]
- 188 Die Erschließung unterbewussten Wissens durch den siderischen Pendel. Rinne, Edwin. – Pfullingen : J. Baum, [1930]
- 189/90 Zurück zum Glauben! Asar, Th. – Pfullingen : J. Baum, [1930]
- 191/194 Der Darwinismus, eine Irreführung der Menschheit! Houwensvelt, S. van. – Pfullingen : J. Baum, [1930]